# دهستان گهرباران شمالی
دهستان گهرباران شمالی یکی از دهستان‌های شهرستان میان‌دورود در استان مازندران ایران است. این دهستان در بخش گهرباران قرار دارد و براساس سرشماری مرکز آمار ایران در سال ۱۳۹۵، جمعیت آن ۹٬۰۶۱ نفر (۳٬۰۹۶ خانوار) بوده‌است.